# Per Sandberg

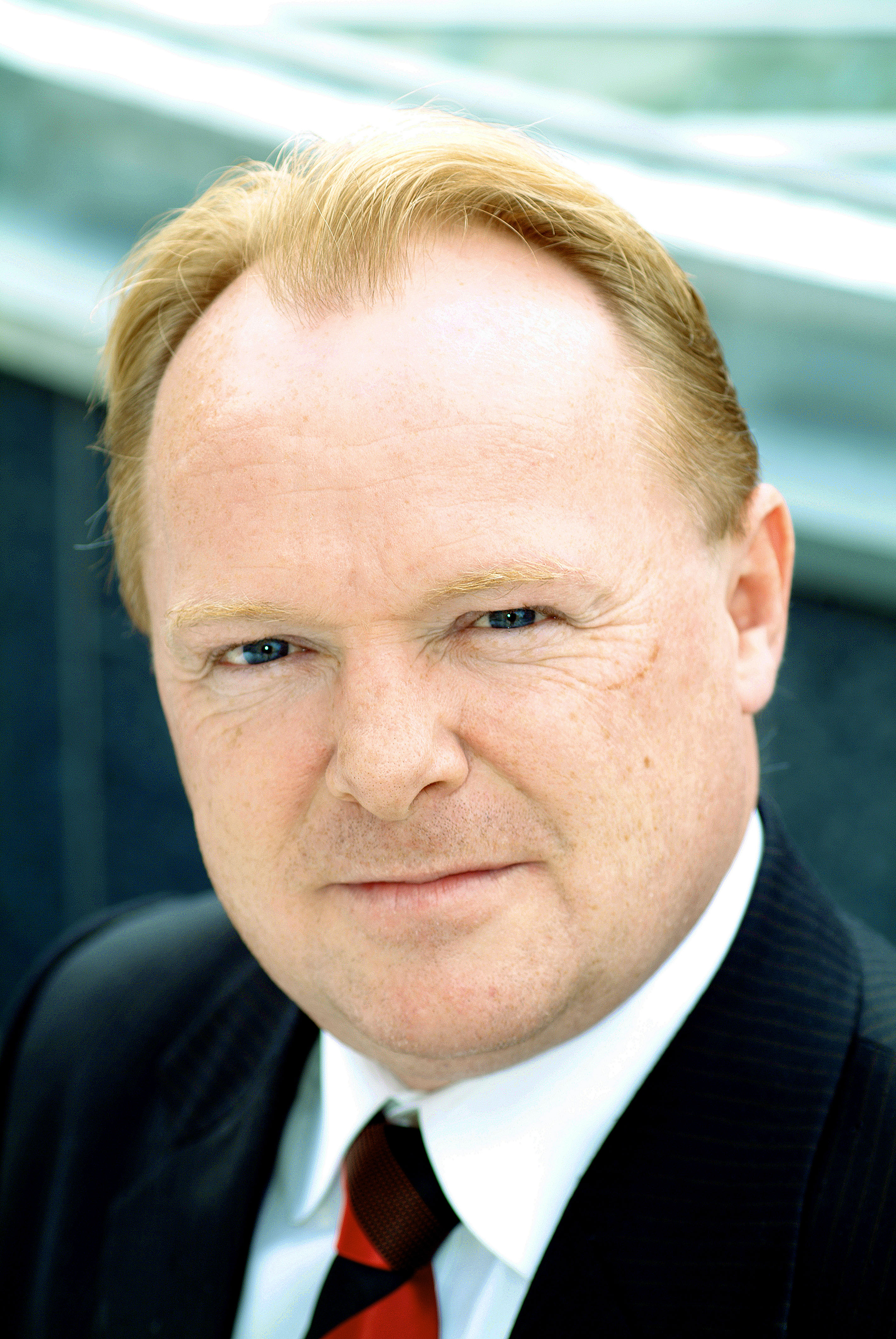
Per Sandberg (2009)

Per Sandberg (* 6. Februar 1960 in Levanger) ist ein norwegischer Politiker, der früher in der Fremskrittspartiet (FrP) tätig war. Von Dezember 2015 bis August 2018 war er der Fischereiminister seines Landes. 

## Leben
Sandberg schloss 1988 seine Berufsausbildung im Bereich Prozessindustrie ab. Er arbeitete von 1982 bis 1997 als Prozessoperator beim Papierhersteller Norske Skog. Davor arbeitete er unter anderen als Barkeeper und er war 1986 im UN-Dienst im Libanon tätig. Von 1989 bis 1999 sowie erneut von 2003 bis 2005 war er Mitglied im Kommunalparlament von Levanger. Von 1995 bis 1997 war er außerdem Abgeordneter im Fylkesting von Nord-Trøndelag.
Im Januar 1997 wurde Sandberg zu einer Zahlung von 3.000 NOK verurteilt, weil er am 2. Februar 1995 auf einem privaten Fest in seinem Haus in Levanger einen Asylbewerber niedergeschlagen hatte.

### Stortingsabgeordneter
Sandberg zog bei der Parlamentswahl 1997 erstmals in das norwegische Parlament Storting ein. Dort vertrat er bis 2005 die damalige Provinz Nord-Trøndelag. Bei den folgenden drei Wahlen zog er jeweils für Sør-Trøndelag in das Parlament ein. Von Oktober 2005 bis September 2013 war er dabei der stellvertretende Fraktionsvorsitzende. Zwischen Oktober 2005 und März 2009 stand er dem Transport- und Kommunikationsausschuss vor, zwischen Oktober 2009 und September 2013 schließlich dem Justizausschuss. Im Mai 2006 wurde er zum neuen stellvertretenden Parteivorsitzenden gewählt. 

### Fischereiminister
Beim Eintritt der FrP der im Oktober 2013 gebildeten Regierung Solberg wollte er kein Ministeramt übernehmen. Davor gehörte er der FrP-Delegation an, die an den Regierungsverhandlungen teilnahm. Er gab zudem an, dass er sich im Jahr 2014 als stellvertretender Parteivorsitzender zurückziehen werde, was er schließlich allerdings nicht machte und erneut gewählt wurde. Im November 2013 veröffentlichte er das Buch Mot min vilje (deutsch: Gegen meinen Willen).
Am 16. Dezember 2015 übernahm er in der Regierung Solberg das Amt des Fischereiministers im Wirtschafts- und Fischereiministerium. Im Dezember 2016 kündigte er an, bei der Parlamentswahl im September 2017 nicht erneut anzutreten. Zu diesem Zeitpunkt übte er als Mitglied der Regierung sein Mandat nicht aus. Er blieb auch nach der Regierungsumbildung, die im Januar 2018 auf die Parlamentswahlen folgte, Fischereiminister. Er gehörte davor der Delegation der FrP an, die den Beitritt der Venstre-Partei zur Regierung Solberg verhandelte. Vom 5. März bis zum 2. Juli 2017 sowie erneut vom 20. März 2018 bis zum 4. April 2018 übernahm er vorübergehend den Posten als Justizminister.

### Rücktritt
Am 13. August 2018 trat er von seinem Amt als Fischereiminister zurück, nachdem er während eines Besuchs im Iran Sicherheitsvorschriften für Regierungsmitglieder ignoriert hatte. Konkret handelte es sich um die Benutzung eines privaten, nicht abhörsicheren Mobiltelefons. Außerdem stand der Verdacht im Raum, er habe als Minister seiner Lebensgefährtin, der iranischstämmigen Bahareh Letnes, geschäftliche Vorteile verschafft. Auch den stellvertretenden Parteivorsitz legte er am 13. August 2018 nieder.
Im Oktober 2018 veröffentlichten Per Sandberg und Bahareh Letnes das gemeinsame Buch Fremmede makter har flyttet inn. Justismord og politisk drap, in weiten Teilen eine Schilderung von Sandbergs Sturz und politische Verteidigungsschrift.
Im Februar 2020 berichtete er, seit seinem Rücktritt keinen neuen Job gefunden zu haben und gemeinsam mit seiner Lebensgefährtin Bahareh Letnes eine Bar in Halden eröffnen zu wollen. Er wirkte bei der norwegischen Realityserie Farmen mit, die ab Mai 2019 für den Fernsehsender TV 2 gedreht wurde.
Im September 2020 gab er bekannt, die Mitgliedschaft in der Fremskrittspartiet beendet zu haben. Sandberg kündigte zudem an, sich für eine Kandidatur für die Partei Liberalistene zur Verfügung zu stellen. Er erklärte, dass die Liberalistene die einzige Partei wäre, die für die liberalen Werte stünde.

## Positionen
Als Parteisprecher für Infrastruktur trat er dafür ein, das Straßennetz mit Einnahmen aus dem Ölgeschäft umfassend auszubauen. Die Finanzierung der Verkehrsinfrastruktur durch Mautgelder lehnt er entschieden ab.
Per Sandberg gehört zu den Kritikern der norwegischen Einwanderungspolitik. Seiner Meinung nach ließen die Behörden zu viele Personen einwandern, die nicht aus dem Schengen-Raum stammen. 70 bis 75 Prozent der Asylanträge in Norwegen wären „unbegründet“. Er schlug vor, Asylbewerber elektronisch überwachen zu lassen, damit ihr Aufenthaltsort ständig ermittelt werden könne.